# Блокли
Блокли (англ. Blockly) — библиотека для создания среды визуального программирования, которая может быть встроена в произвольное веб-приложение. Блокли включает в себя графический редактор, позволяющий составлять программы из блоков, и генераторы кода для подготовки исполнения программы в среде веб-приложения.

## Особенности
Разрабатывается и поддерживается компанией Google с 2012 года. Свободно распространяется вместе c исходным кодом по лицензии Apache 2.0.
Целевой аудиторией проекта являются программисты, разрабатывающие веб-приложения, включающие Блокли, в основном для учебных целей.
Для создания программ пользователь должен перемещать графические блоки, не прибегая к набору текстов, за исключением ввода значений констант. Визуальное программирование на Блокли освобождает пользователя от контроля за правильностью синтаксиса программы, что является большим подспорьем на стадии начального обучения пользователя программированию.
При размещении веб-приложения с Блокли на Google App Engine пользователю доступно сохранение созданной программы в «облаке» Google с возможным доступом к программе других пользователей.
Открытые и бесплатные исходные тексты, документированность интерфейсов Блокли, интернационализация проекта привлекает к Блокли программистов, разрабатывающих приложения, включающие Блокли. В результате число конечных пользователей Блокли составляет десятки миллионов.

## Интернационализация
Блокли изначально ориентирован на интернационализацию, ядро Блокли переведено на десятки языков, включая русский. Для облегчения перевода на другие языки проектов Блокли и Игры Блокли разработчиками проекта открыт соостветствующий раздел на вики-платформе Translatewiki.net.

## История
Непосредственным предшественником Блокли авторы называют систему App Inventor. App Inventor, в свою очередь, как и многие другие системы этого класса, обязан своим появлением успеху известной системы Скретч. Нил Фрейзер (англ. Neil Fraser) написал Блокли для замены используемой в AppInventor библиотеки OpenBlocks, в каковом качестве он, в числе прочего, сейчас и используется.
Блокли выпущен в 2012 году.
Авторы: Нил Фрейзер (англ. Neil Fraser), при участии Эллен Спертус (англ. Ellen Spertus) и Марка Фридмана (англ. Mark Friedman).
Версии: Блокли не ориентирован на долгосрочные релизы: на конец 2014 года продукт обновляется непрерывно, и последняя версия доступна на GitHub.

## Реализация
Блокли реализован как библиотека файлов на JavaScript. Блокли может встраиваться в веб-приложение. Имеется возможность расширения визуального языка Блокли, путём определения новых блоков, включающее задание формы этого блока (и путей динамического её изменения) и программного кода, генерируемого этим блоком.
Блокли исполняется на клиентской стороне, то есть, может использоваться без веб-сервера.

## Графический редактор Блокли
Графический редактор Блокли оперирует двумя видами объектов: блоками и вставками.
Блоки представляют в языке операторы, управляющие конструкции, процедуры, функции, вызовы процедур. Вставки служат для оформления констант, выражений и вызова функций. Составление программы графическим редактором похоже на процесс сбора разрезанной на части головоломки. После сборки программы можно вызвать генератор кода и выполнить сгенерированный код в среде веб-приложения, включающего Блокли.
Графический редактор осуществляет частичный контроль над типами, не позволяя в элементарных ситуация использовать вставки несоответствующего типа.

## Язык Блокли
Набор управляющих конструкций в ядре Блокли традиционен для процедурных языков программирования: это несколько видов циклов и условных операторов.
Блокли позволяет создавать процедуры и функции с параметрами.
В язык встроен достаточно развитый набор алгебраических и тригонометрических функций, поддерживается полноценный набор логических выражений.
Язык содержит набор процедур для работы с текстом и списками.
Все переменные Блокли глобальны.
Блокли работает со следующими типами данных: числа, строки, булевы значения, цвета. Контроль типов осуществляется частично: редактор не позволяет использовать вставки там, где они не подходят по типу, но в более сложных конструкциях несоответствие типов возможно.
Встроенный ввод и вывод Блокли представляет только элементарные возможности ввода с клавиатуры и вывода отдельных выражений в всплывающем окне.

## Генераторы кода Блокли
На конец 2014-го кода Блокли включает набор генераторов кода на следующие языки: JavaScript, Python, Dart. Результат работы генераторов может быть доступен пользователю через графический интерфейс. Эта возможность позволяет использовать Блокли при обучении промышленным языкам программирования.

## Приложения, использующие Блокли
Примером использования Blockly является такое обучающие приложения, как Blockly Games, в русифицированной версии — «Игры для будущих программистов»..
Организация code.org разработала на базе Блокли ряд курсов для начального обучения программированию. Эти курсы пользуются в мире большой популярностью, особенно во время кампании «Hour of Code» («Час кода»). На конец 2014 года курсы частично русифицированы.
Другая онлайн школа программирования, Made with Code — ориентирован на девочек. В этот проект компания Google вложила 50 млн долларов.
Современные версии App Inventor используют Блокли как редактор визуальных программ.
На странице проекта Blockly на сайте Google представлены ссылки на ряд других обучающих игр и веб-приложеий.
BlocklyDuino — графический редактор для программирования контроллеров Arduino, популярных в учебной и любительской робототехнике.
LearnToMod — коммерческое расширение Minecraft, позволяет создавать пользователям свои собственные модификации игры, используя для этого Blockly или чистый JavaScript.
Verge3D — браузерный 3D движок, экспортирующий сцены напрямую из стандартных редакторов (Autodesk 3ds Max, Blender), с возможностью добавления интерактивных сценариев с помощью Puzzles — расширения Блокли.

## Сравнение с аналогичными системами
В классе программного обеспечения для начального обучения программированию на русском языке Блокли уместно сравнивать с также русифицированной системой Скретч. По свидетельству педагогов, приложения Блокли лучше вписываются в учебный процесс, чем Скретч.
Педагоги успешно используют приложения Блокли для мероприятий по популяризации программирования среди школьников.
В англоязычном мире число визуальных языков программирования для образования заметно шире, но успех учебных курсов на базе Блокли, создаваемых американской некоммерческой организацией code.org выделяет Блокли и там.